# Bryantella formatexigens
Bryantella formatexigens è una specie di batterio appartenente alla famiglia delle Clostridiaceae.